# Phanera microstachya
Phanera microstachya là một loài thực vật có hoa trong họ Đậu. Loài này được (Raddi) L.P. Queiroz mô tả khoa học đầu tiên năm 2006.